# Mionnay
Mionnay település Franciaországban, Ain megyében. Lakosainak száma 2309 fő (2022. január 1.). Mionnay Civrieux, Miribel, Montluel, Saint-André-de-Corcy, Tramoyes, Cailloux-sur-Fontaines és Montanay községekkel határos.

## Népesség
A település népességének változása:
| Lakosok száma | 350  | 778  | 1103 | 2155 | 2121 | 2138 | 2100 | 2197 | 2245 | 2309 |
|               | 1968 | 1982 | 1990 | 2006 | 2013 | 2015 | 2017 | 2019 | 2020 | 2022 |